# Сант Жуаннет
Сент Жуанне́т (St Jouannet, Saint Jouannet) – середньовічне шато, яке розташоване в департаменті Жер, що відноситься до регіону Південь-Піренеї, південний захід Франції. Фундамент замку, який розмістився на мальовничому пагорбі, закладений в XIII столітті, і в ньому й досі можна побачити автентичні елементи архітектури того часу. Сьогодні цей архітектурний ансамбль служить готелем для усіх тих, хто бажає відчути смак старовинної історичної області Гасконь, відвідуючи її неперевершені містечка, дегустуючи місцеве вино, насолоджуючись найкращими делікатесами французької кухні.

## Історія відродження шато
У 1977 році подружня пара Інґрід і Паллє Стеен Гансен переїхали з Данії на південь Франції. Мальовничі пейзажі місцевої природи, особливий колорит містечок з їх архітектурою, південне сонце – все це вмить заполонило серця данців і вони вирішили тут оселитися. Чимало місць в околиці вони відвідали перед тим, як приїхати на оглядини в шато Сант Жуаннет, проте жодне з них не було настільки красиве і затишне. Це була любов з першого погляду. 
Однак на той час шато було, на жаль, у занедбаному стані, якщо не сказати більше – деякі будівлі більше нагадували руїни. Але це аж ніяк не відлякало подружжя, і ці мужні люди день-у-день протягом довгих 7 років відреставровували і відбудовували крок за кроком кожен метр цього дивовижно затишного замку, щоб радо зустрічати усіх його чисельних гостей. Напривеликий жаль, Паллє помер і вже понад 10 років Інґрід і її донька Анна Лі зустрічають гостей замку.

## План шато

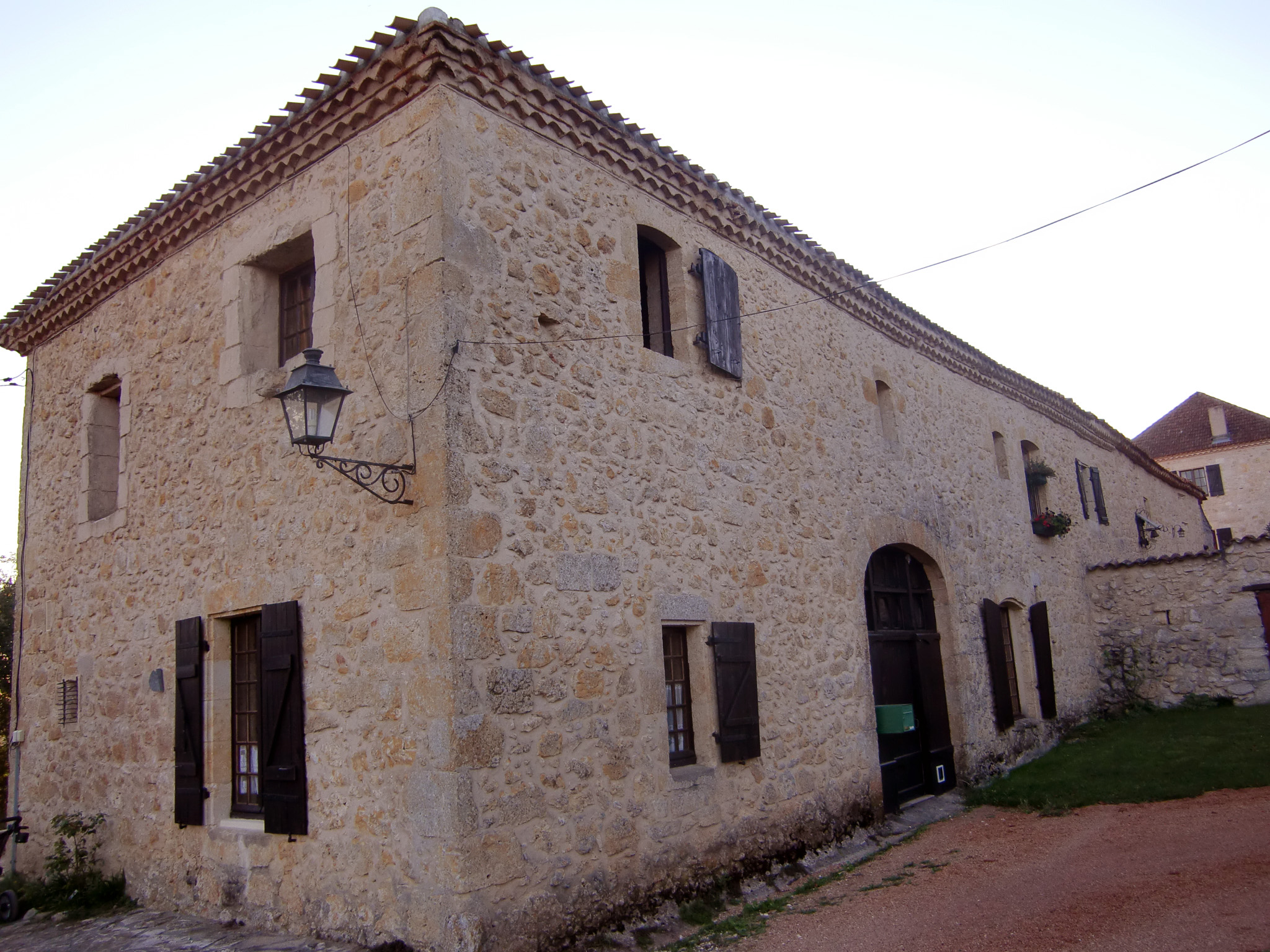
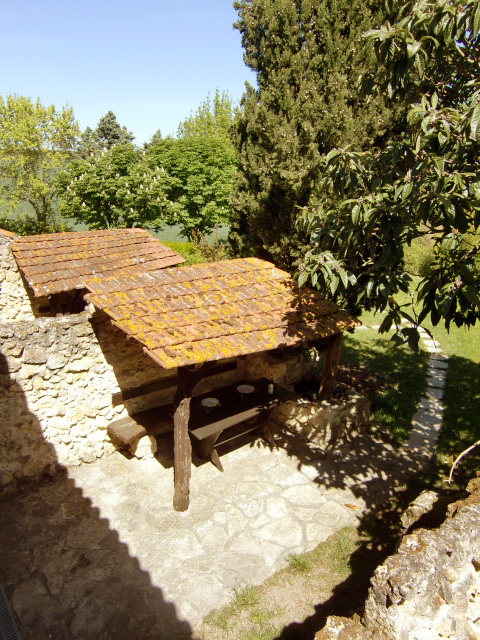
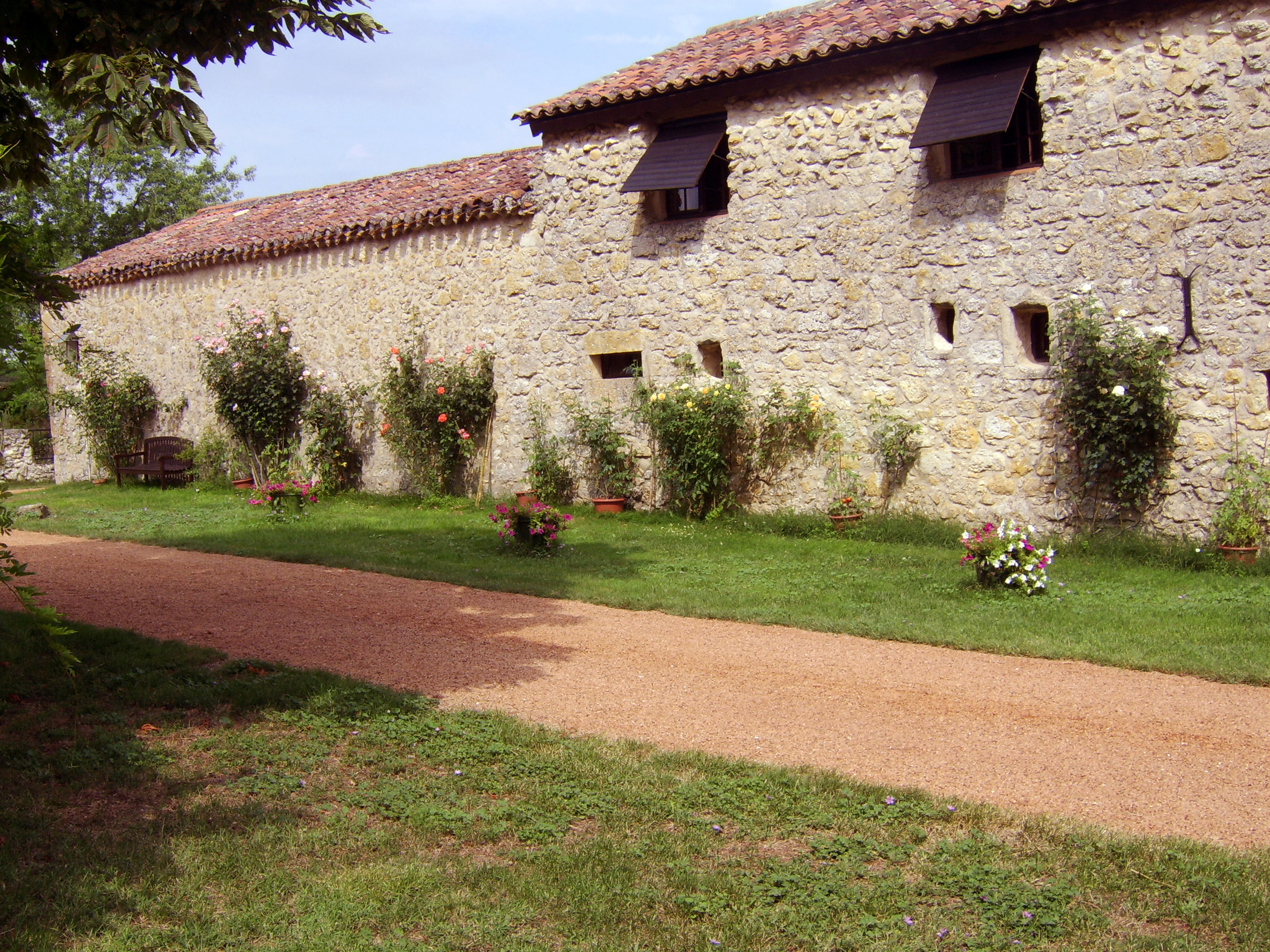
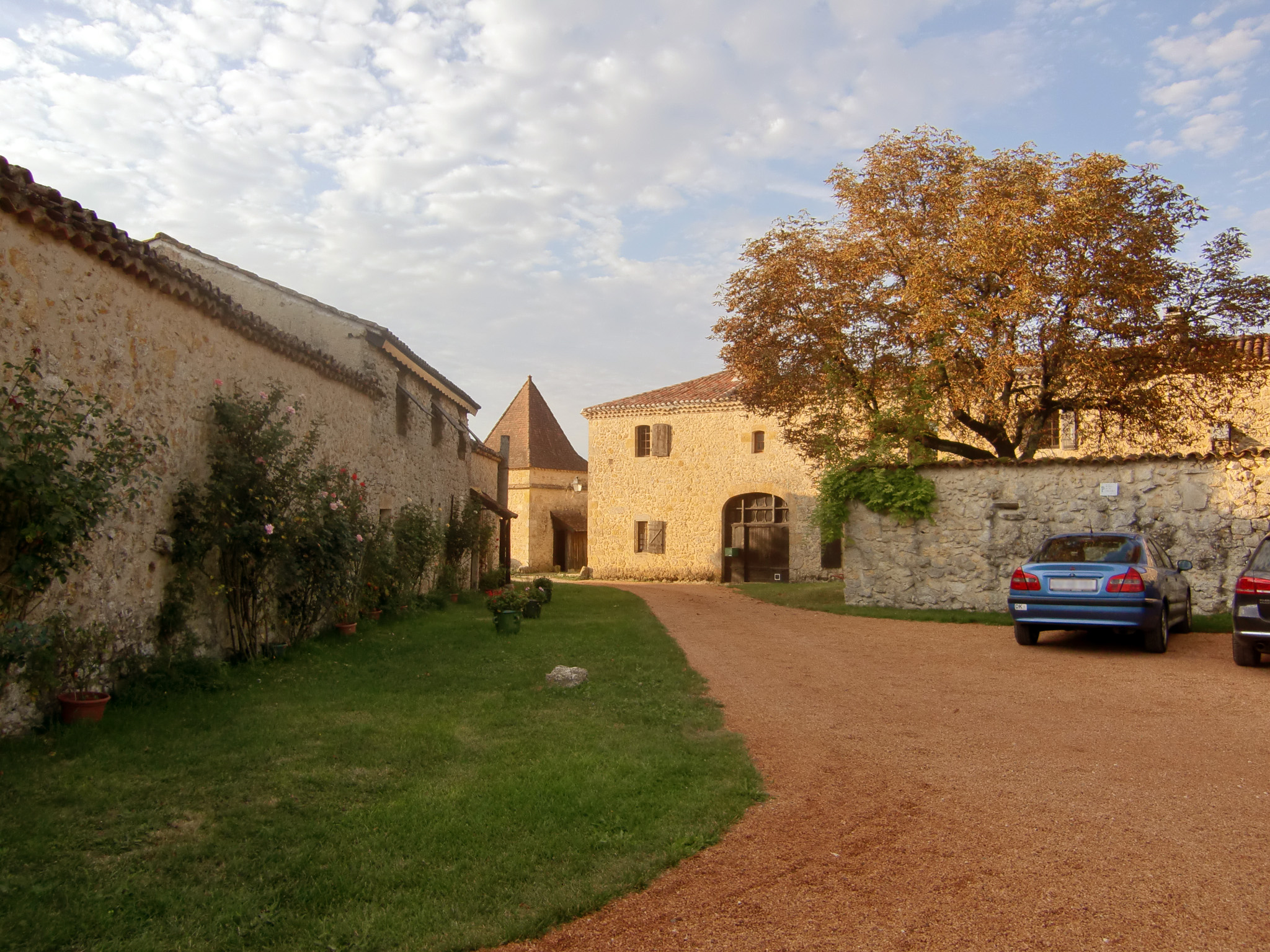
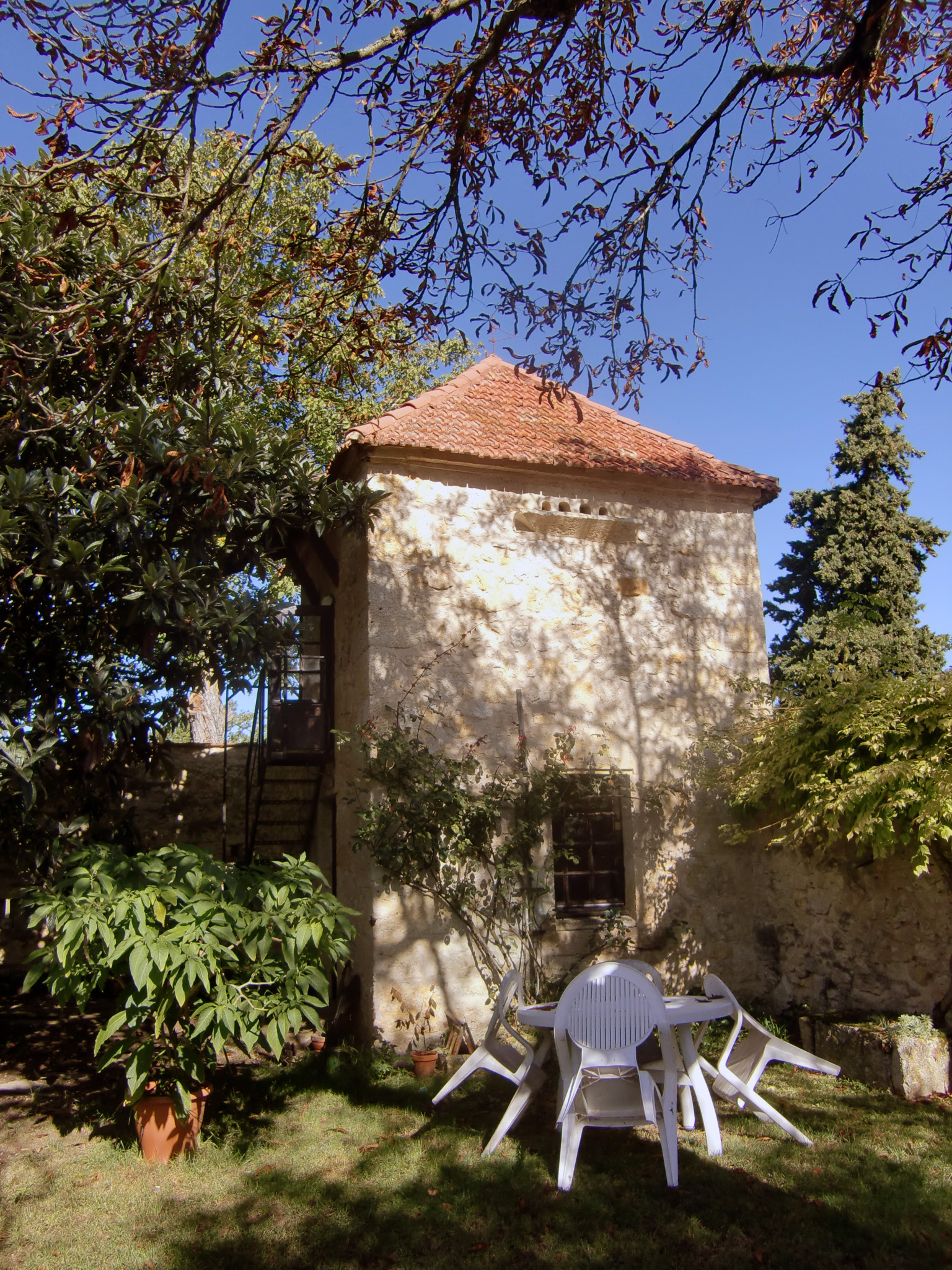
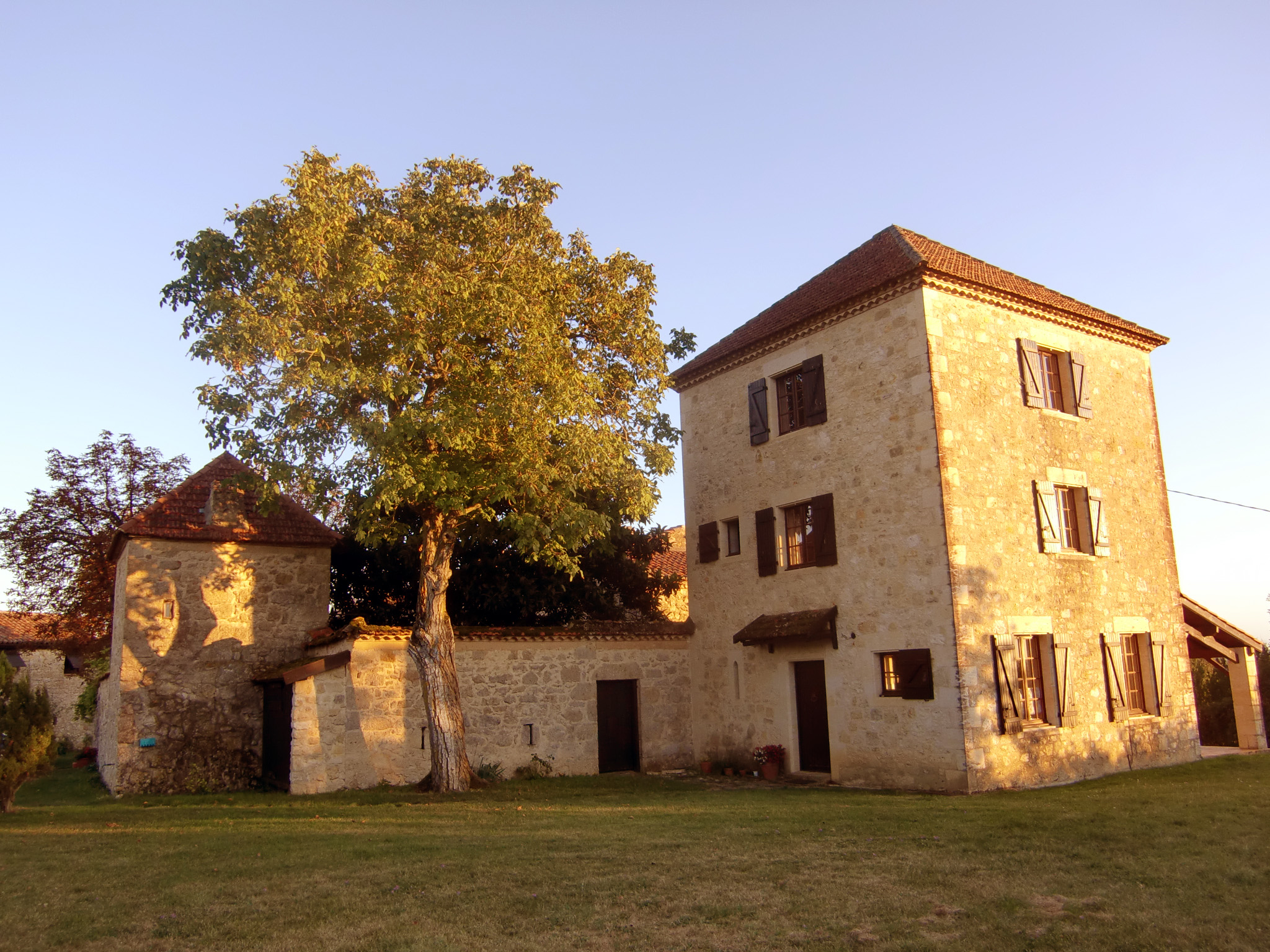
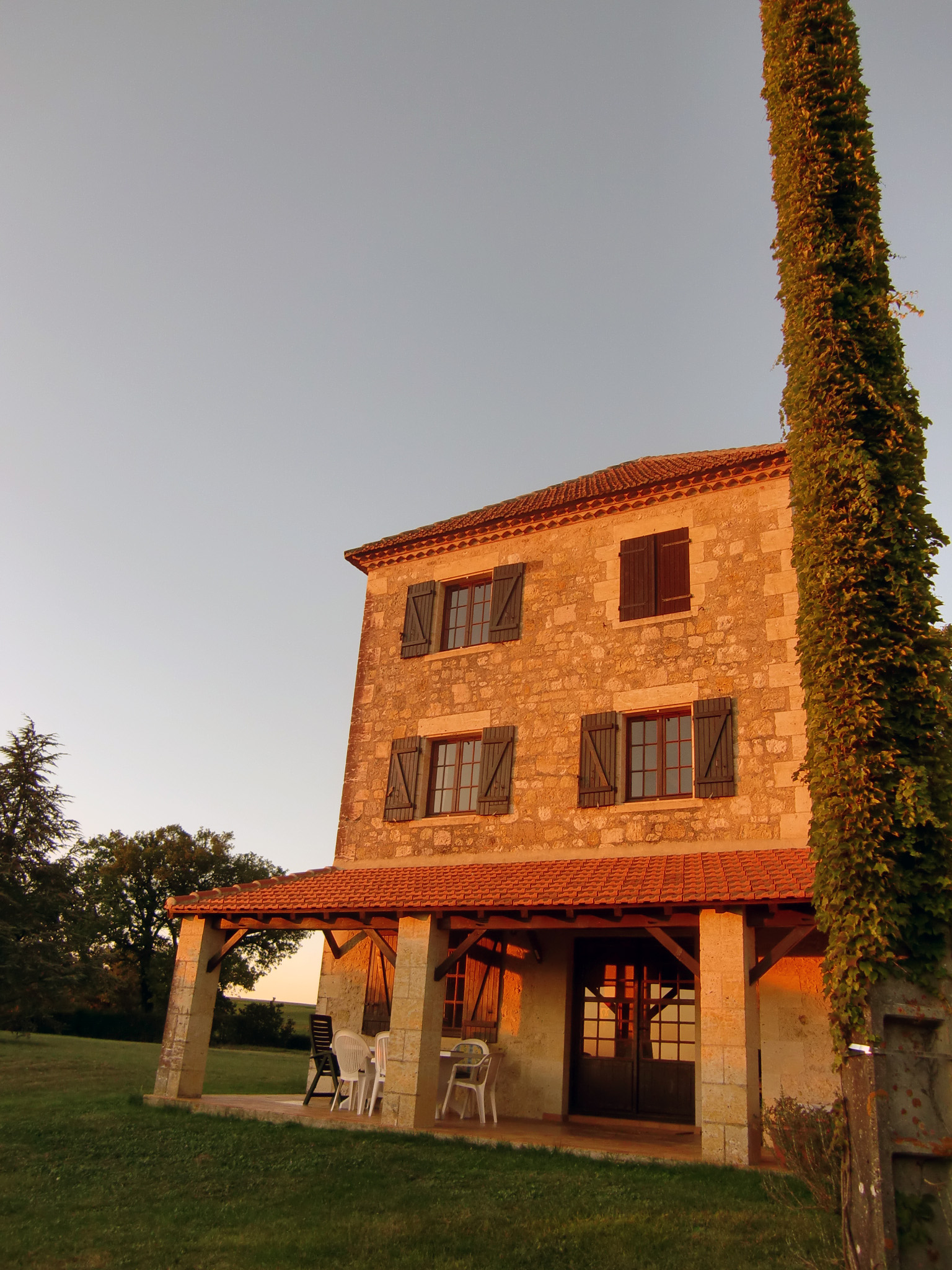

Замок складається із декількох частин, які на честь відомих мушкетерів були названі однойменно – Атос, Портос, Араміс і д'Артаньян. Крім того є велика і мала вежі, будинок сови і центральний елемент архітектури. Також на території знаходиться клостер із садком і невеличкий лісок з милою галявиною на захід сонця. З майданчика при в'їзді на територію шато відкривається неперевершений вид на Сант Пуі, Меньйо і рано-вранці, особливо перед грозою, вдалині видніються Піренеї – увесь гірський хребет, що з'єднує Середземне море і Атлантичний океан – захоплююче видовище.
В ательє, так само як і в жилих приміщеннях можна насолодитися експозицією робіт місцевого художника Жіля Бразера.
Для детальнішої інформації завітайте на сайт шато www.saint-jouannet.info або www.st-jouannet.info

## Місцеві тури
Шато Сант Жуаннет відноситься до комуни Сант Оранс – Пуі Петі. Це старовинне містечко славиться також і тим, що тут проживає відомий художник-наївіст Жіль Бразер.
Неподалік видніються Меньйо і Сант Пуі.
Всього за 15 хв. їзди на авто можна дістатися до міста Кондом (Жер), яке є однією із чисельних ланок з паломницького маршруту Жана Жака де Компостелла. Справжньою прикрасою цього симпатичного містечка є собор, возведений в 12 столітті. Через свої грандіозні розміри його видно далеко за межами міста.
У 2010 році Зураб Церетелі подарував місту пам'ятник д'Артаньяну і трьом мушкетерам. На урочистому відкритті був також присутній нащадок самого д'Артаньяна.
Інші туристичні місця в департаменті Жер: Ош (Франція), Ларасеньгл, Ла Ромйо, Мовезен, Форсес, Вік-Фезензак, Кастера-Вердузан, Фльоранс, Лектур, Сев'як, Иозе, Валянс-сюр-Беїз, Монреаль-дю-Жерс, Марсьяк, Міранде, Сент-Клар, Саматан, Жімон та багато інших.